# Demonax rufogriseus
Demonax rufogriseus är en skalbaggsart som beskrevs av Maurice Pic 1929. Demonax rufogriseus ingår i släktet Demonax och familjen långhorningar. Inga underarter finns listade i Catalogue of Life.